# Aeneas i Carthago (Kraus)

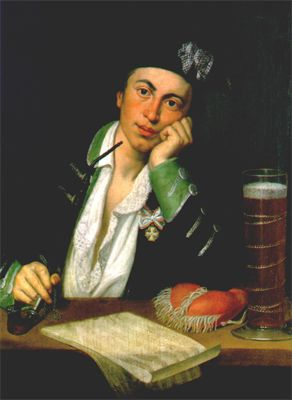
Joseph Martin Kraus

Aeneas i Carthago är en svensk opera (lyrisk tragedi) i prolog och fem akter med musik av Joseph Martin Kraus och libretto av Johan Henrik Kellgren efter tragedin Didon av Jean-Jacques Lefranc, Marquis de Pompignan (1734).

## Historia
Kraus arbetade på partituret till Aeneas i Carthago i nästan sju år men fick själv aldrig höra verket. Operan var tänkt som öppningsföreställning när det nya operahuset i Stockholm invigdes 1782. Kung Gustav III stod för operans handling, behandling och de olika episoderna medan Kellgren blott svarade för versifikationen. I januari 1782 var ouvertyren, prologen och de två första akterna färdiga. Men när primadonnan som skulle ha sjungit rollen Dido, den danskfödda Caroline Müller, lämnade landet undan sina fordringsägare ersattes operan av Johann Gottlieb Naumanns verk Cora och Alonzo.
Det är Kraus största operaprojekt som i oavkortat skick varar i nästan fem timmar. Han var starkt inspirerad av både Gluck och Piccinni, vars opera med samma ämne han hade stiftat bekantskap med i Paris. Operan hade premiär den 18 november 1799 på Kungliga Operan i Stockholm "såsom galaspektakel i anledning af kronprinsen Gustafs födelse". Operan spelades åtta gånger.

## Personer
| Roller                    | Stämma | Rollbesättning vid premiären den 18 november 1799 |
| ------------------------- | ------ | ------------------------------------------------- |
| Aeneas                    | Tenor  | Carl Stenborg                                     |
| Jarbas                    | Tenor  | Christopher Christian Karsten                     |
| Dido                      | Sopran | Caroline Müller                                   |
| Achates                   |        | Johan Petter Lindskog                             |
| Narbal                    |        | G. Åman                                           |
| Clelie                    |        | Carolina Deland                                   |
| Barcé                     |        | Sofia Frodelius                                   |
| Sichés skugga             |        | Erik Folling                                      |
| Översteprästen i Carthago | Tenor  | Carl Magnus Craelius                              |
| Iris                      | Sopran | Teresa Vandoni                                    |
| Äran                      |        | Inga Åberg                                        |

## Handling

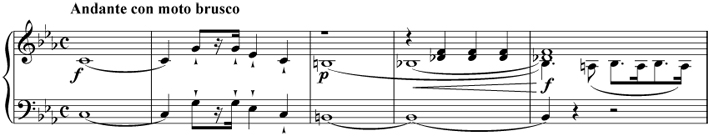
Musikfragment från operan.

Prologen skildrar förhistorian om hur Aeneas har hamnat i Karthago, där hans mor Venus har lovat honom ett kärleksäventyr. Aeneas deltar i en offerfest för Juno som vill att han skall stanna hos Dido, men då Dido och Aeneas under en storm söker skydd i en grotta och erkänner sin kärlek, beslutar Venus att skicka honom vidare till Italien där han skall grundlägga Rom. Dido har avvisat ett frieri från numidernas kung Jarbas och skall just vigas vid Aeneas då ett jordskalv avbryter ceremonin som ännu en påminnelse om att han måste segla vidare. Medan han gör sig beredd att segla kommer Dido och bönfaller honom att stanna, och när han hör att den försmådde Jarbas har förklarat Karthago krig drar han ut i strid för att rädda Dido. Han dödar Jarbas men stannar inte kvar, så när Dido ser honom segla bort tar hon sitt liv men förs upp till Olympen av Jupiters sändebud Iris.